# Cuílo
Cuílo és un municipi de la província de Lunda-Nord. Té una població de 19.720 habitants. Comprèn les comunes de Cuílo i Caluango. Limita al nord amb el municipi de Chitato, a l'est amb el municipi de Lucapa, al sud amb el municipi de Lubalo, i a l'oest amb el municipi de Caungula i la República Democràtica del Congo.